# Plucker

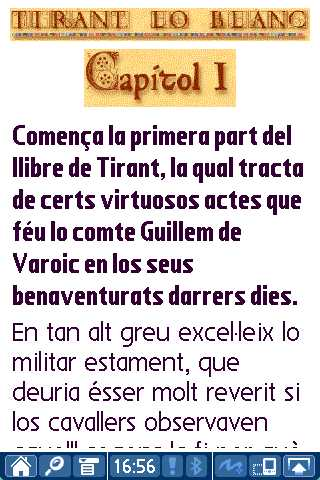
Versión Plucker de Tirant lo Blanc.

Plucker es un lector de documentos para dispositivos de mano y PDAs basados en Palm OS, publicado como software libre. Tiene su propio formato de archivo.
Además de la aplicación lectora para Palm, Plucker también proporciona varias herramientas para convertir y comprimir páginas web y otros documentos en formato HTML o de texto al formato Plucker, y transferirlos a un dispositivo Palm para su lectura. Las herramientas se encuentran disponibles para Unix y Linux, Windows y Mac OS X. Plucker es software libre bajo la licencia GPL.
Entre las características de Plucker se incluyen: imágenes en las que se puede hacer clic (para visualizarlas por partes y ampliarlas), tipos de letra (incluyendo itálicas y letras angostas), opciones de "gestos" para el stylus, navegación por medio de botones y tamaños no estándar de pantalla para ciertos dispositivos. También permite compresión Zlib y DOC, conductos y analizadores sintácticos en Perl y Python, y tiene un instalador para Windows que contiene muchos de estos elementos.
Con Sunrise Desktop (antes llamado JPluck) se pueden leer redifusiones RSS.
Una versión del visor de Plucker para Pocket PC llamada Vade-Mecum también se halla disponible bajo la licencia GPL.